# 東京ホルモン娘
東京ホルモン娘（とうきょうホルモンむすめ）は、ワタナベコメディスクール (WCS) 出身の女性お笑いグループである。

## 経緯
発足時はトリオで活動したが、東京ウタカルタが方向性の違いから2006年に脱退し、コンビとなる。芸能事務所ワタナベエンターテインメントに所属する。
イモトアヤコの海外のロケ活動が多くなり、2007年から自然消滅的に解散している。

## メンバー
- バービー（本名、笹森花菜（ささもりかな）、1984年1月26日 - ）ボケ担当。

- イモトアヤコ（本名、石﨑絢子（いしざきあやこ）、1986年1月12日 - ）ツッコミ担当。

## 旧メンバー
- 東京ウタカルタ - ボケ担当。

## 略歴
- 前々からお笑いタレントになりたいと考えていたイモトアヤコが、大学3年でワタナベコメディスクールの3期生として入所し、2期生のバービーと東京ウタカルタを誘い「東京ホルモン娘」を結成した。東京ウタカルタの脱退後にコンビで、2006年のM-1グランプリで1回戦へ進出した。
- イモトアヤコが日本テレビ系『世界の果てまでイッテQ!』でレギュラーパーソナリティのオーディションに合格すると、珍獣ハンターとして海外へ長期間出掛ける機会が増え、事実上コンビ活動が困難となり自然消滅した。
- 現在も「世界の果てまでイッテQ!」でイモトがレギュラーの珍獣ハンター、バービーが準レギュラーの温泉同好会、として不定期に共演する機会がある。

## 出演

### テレビ番組
- 世界の果てまでイッテQ!（日本テレビ）

## 関連人物
- ウッチャンナンチャン
- フォーリンラブ

| スタブアイコン | サブスタブ | この項目は、まだ閲覧者の調べものの参照としては役立たない、お笑いタレント・コメディアンに関連した書きかけの項目です。この項目を加筆・訂正などしてくださる協力者を求めています（P:お笑い/PJ:お笑い）。 |